# Freddy Sunder

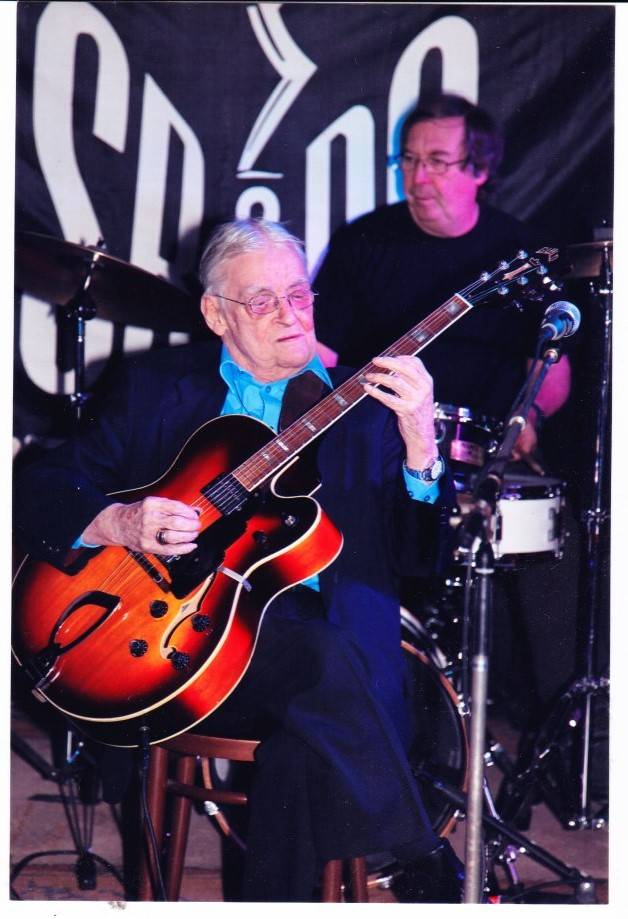
Freddy Sunder

Freddy Sunder (eigentlich Fritz Sundermann, * 4. Juni 1931 in Antwerpen; † 5. August 2016 ebendort) war ein belgischer Jazzmusiker (Gitarre, Gesang, Arrangement).

## Leben und Wirken
Sunder lernte als Kind zunächst Geige; bereits als 14-Jähriger spielte er in Bigbands und Jazzcombos. Er hatte Gitarrenunterricht bei Marcel Bossu; außerdem studierte er Harmonielehre bei Hugo Michielsen und Jazz-Arrangement im Fernstudium an der Berklee School of Music. Er beschäftigte sich ferner mit serieller Musik bei Johny Scott in London und Serieller Komposition bei André Laporte am Konservatorium in Brüssel. 1953 entstanden erste Aufnahmen mit dem Orchester von Charlie Knegtel, dem er als Gitarrist und Sänger angehörte; ferner veröffentlichte er erste eigene Aufnahmen. Er hatte in dieser Zeit Hits mit Pop-Titeln wie „Kaw Liga“, „Rio Rita Boogie“, „Jeepers Creepers“ und „Calling Car Boogie“. 1961 gründete er die Formation The Clouds. Sunder spielte ferner im Orchester von Willy Rockin, mit dem er in Europa, Afrika und Südostasien tourte. Ferner begleitete er Stars wie Peggy Lee, Sammy Davis Jr., Natalie Cole, Shirley Bassey und Toots Thielemans.  Mit einem eigenen Quintett, dem u. a. Jacques Pelzer, Roger Vanhaverbeke und Jean Fanis angehörten, trat er 1966 auf dem Warschauer Jazz Jamboree auf. 1968 wirkte er beim NDR Jazzworkshop mit. Mit dem Sextett von Etienne Verschueren gastierte er beim Montreux Jazz Festival 1970.
Von 1957 bis 1965 war er Gitarrist im BRT-Orkest unter der Leitung von Francis Bay, das 1965 von Etienne Verschueren übernommen und als BRT-Jazzorkest weitergeführt wurde. Sunder war von 1981 bis Dirigent des BRT-Orkest. Nachdem sich die BRT Big Band 1990 aufgelöst hatte, war Sunder als Dozent am Musikkonservatorium Gent tätig. Im Bereich des Jazz war er zwischen 1953 und 2006 an 65 Aufnahmesessions beteiligt, u. a. auch mit  Jack Sels, Jan Wróblewski und Fats Sadi (mit dem BRT Orchestra).
In den Jahren 1983, 1987 und 1989 dirigierte er den belgischen Beitrag zum Eurovision Song Contest.